# Ophiomaza cacaotica
Ophiomaza cacaotica är en ormstjärneart som beskrevs av George Richard Lyman 1871. Ophiomaza cacaotica ingår i släktet Ophiomaza och familjen Ophiothrichidae. Inga underarter finns listade i Catalogue of Life.